# Luftfahrtrecht
Luftfahrtrecht, auch Luftverkehrsrecht oder Luftrecht, bezeichnet das Rechtsgebiet, das sich mit Gesetzen, Verordnungen und anderen rechtlichen Fragen der Luftfahrt beschäftigt.

## Internationales Luftfahrtrecht
Es gelten internationale Abkommen, wenn mehrere Staaten betroffen sind, beispielsweise bei Nutzung fremden Luftraums oder Landerechten: 
- Auf das Chicagoer Abkommen von 1944 geht die Gründung der Internationalen Zivilluftfahrt-Organisation ICAO zurück.
- Das Warschauer Abkommen über die Beförderung im internationalen Luftverkehr befasste sich mit Beförderungsregeln und Haftungsfragen im internationalen Luftverkehr. Es wurde inzwischen durch das Montrealer Übereinkommen von 1999 abgelöst.

Der Luftverkehr zwischen Staaten wird im Übrigen weitgehend auf der Basis bilateraler Luftverkehrsabkommen geregelt. In diesen Abkommen räumen sich die Vertragsstaaten gegenseitig bestimmte und genau beschriebene Verkehrsrechte (Freiheiten der Luft) ein, die den von ihnen jeweils designierten Luftfahrtunternehmen zur wirtschaftlichen Nutzung überlassen werden.

## Nationales Recht
Geht es um die Belange eines Staates, wie zum Beispiel der Lufthoheit, gilt zunächst nationales Recht. 
- Deutschland: In Deutschland gibt es dazu eine Reihe von Gesetzeswerken und Verordnungen: Das Luftverkehrsgesetz (LuftVG) regelt unter anderem die Benutzung des Luftraumes durch Luftfahrzeuge, das Luftsicherheitsgesetz (LuftSiG) die Gefahrenabwehr und das Flugunfall-Untersuchungs-Gesetz (FlUUG) die Untersuchung von Unfällen und Störungen beim Betrieb ziviler Luftfahrzeuge.
- In Österreich ist das Luftfahrtgesetz (LFG, BGBl. Nr. 253/1957) das zentrale nationale Regelwerk.
- In der Schweiz gilt das Luftfahrtgesetz (LFG).
- In Liechtenstein gilt das Luftfahrtgesetz (LFG).